# Arybbas (Soldat)
Arybbas (altgriechisch Ἀρύββας Arýbbas; † 331 v. Chr.) war ein Leibwächter (somatophylax) des makedonischen Königs Alexanders des Großen.
Er war möglicherweise illyrischer Herkunft. Arybbas begleitete den König ab dem Jahr 334 v. Chr. auf den Asienfeldzug und starb im Winter des Jahres 332 auf 331 v. Chr. in Ägypten. Sein Platz unter den Leibwächtern wurde von Leonnatos eingenommen.

## Quelle
- Arrian, Anabasis 3,5,3